# Лінда Барнард
Лінда Барнард (англ. Linda Barnard; нар. 10 серпня 1968) — колишня південноафриканська тенісистка.
Найвищу одиночну позицію світового рейтингу — 191 місце досягла 1 лютого 1988, парну — 78 місце — 23 липня 1990 року.
Найвищим досягненням на турнірах Великого шолома було 3 коло в парному розряді.

## Фінали ITF
| турніри $25,000   |
| турніри $5–10,000 |

### Одиночний розряд: 5 (3–2)
| Результат | Ранг | Дата           | Турнір            | Покриття | Суперниця        | Рахунок       |
| --------- | ---- | -------------- | ----------------- | -------- | ---------------- | ------------- |
| Перемога  | 1.   | 14 грудня 1987 | Гебеха, ПАР       | Тверде   | Аманда Кетцер    | 4–6, 6–1, 6–1 |
| Перемога  | 2.   | 4 січня 1988   | Йоганнесбург, ПАР | Тверде   | Ілсе де Рюйсхер  | 6–4, 6–3      |
| Поразка   | 1.   | 11 січня 1988  | Ферінігінг, ПАР   | Тверде   | Маріан де Свардт | 2–6, 6–3, 4–6 |
| Поразка   | 2.   | 19 грудня 1988 | Джордж (ПАР), ПАР | Тверде   | Gail Boon        | 2–6, 6–3, 4–6 |
| Перемога  | 3.   | 20 лютого 1989 | Блумфонтейн, ПАР  | Тверде   | Аманда Кетцер    | 6–4, 6–1      |

### Парний розряд: 12 (8–4)
| Результат | Ранг | Дата              | Турнір                            | Покриття | Партнерка            | Суперниці                             | Рахунок       |
| --------- | ---- | ----------------- | --------------------------------- | -------- | -------------------- | ------------------------------------- | ------------- |
| Перемога  | 1.   | 8 грудня 1986     | Йоганнесбург, ПАР                 | Тверде   | Маріан де Свардт     | Валда Лейк Кейті Рікетт               | 6–4, 7–6      |
| Перемога  | 2.   | 27 квітня 1987    | Саттон, Велика Британія           | Тверде   | Белінда Борнео       | Тітія Вілмінк Лоне Ванборґ            | 2–6, 7–5, 7–6 |
| Перемога  | 3.   | 14 грудня 1987    | Гебеха, ПАР                       | Тверде   | Маріан де Свардт     | Ralene Fourie Benita Haycock          | 6–4, 6–2      |
| Перемога  | 4.   | 4 січня 1988      | Йоганнесбург, ПАР                 | Тверде   | Маріан де Свардт     | Енн Гросбек Вінченца Прокаччі         | 7–5, 6–2      |
| Перемога  | 5.   | 11 січня 1988     | Ферінігінг, ПАР                   | Тверде   | Маріан де Свардт     | Кора Ліннеман Маргарет Редферн        | 6–2, 7–5      |
| Поразка   | 1.   | 18 січня 1988     | Преторія, ПАР                     | Тверде   | Маріан де Свардт     | Елна Рейнах Діанне Ван Ренсбург       | 6–3, 4–6, 4–6 |
| Перемога  | 6.   | 4 липня 1988      | Штутгарт, Західна Німеччина       | Ґрунт    | Аманда Кетцер        | Їда Ей Кідовакі Мая                   | 3–6, 6–3, 6–4 |
| Перемога  | 7.   | 11 липня 1988     | Ерланген, Західна Німеччина       | Ґрунт    | Аманда Кетцер        | Трейсі Мортон-Роджерс Ліса Вірасекера | 6–2, 6–0      |
| Перемога  | 8.   | 20 лютого 1989    | Блумфонтейн, ПАР                  | Тверде   | Мішель Андерсон      | Gail Boon Робін Філд                  | 2–6, 7–5, 6–3 |
| Поразка   | 2.   | 27 лютого 1989    | Преторія, ПАР                     | Тверде   | Мішель Андерсон      | Рене Менц Моніка Райнах               | 1–6, 6–2, 4–6 |
| Поразка   | 3.   | 13 листопада 1989 | Телфорд (Англія), Велика Британія | Тверде   | Ліз Грегорі          | Анне Аалонен Сімоне Шилдер            | 3–6, 6–7      |
| Поразка   | 4.   | 26 лютого 1990    | Кі-Біскейн (Флорида), США         | Тверде   | Рената Марцинковська | Дженніфер Ф'юкс Марія Страндлунд      | 4–6, 4–6      |